# Watzdorf (Bad Blankenburg)
Watzdorf ist ein Ortsteil der Stadt Bad Blankenburg im Landkreis Saalfeld-Rudolstadt in Thüringen. Der Ort hat ca. 150 Einwohner.

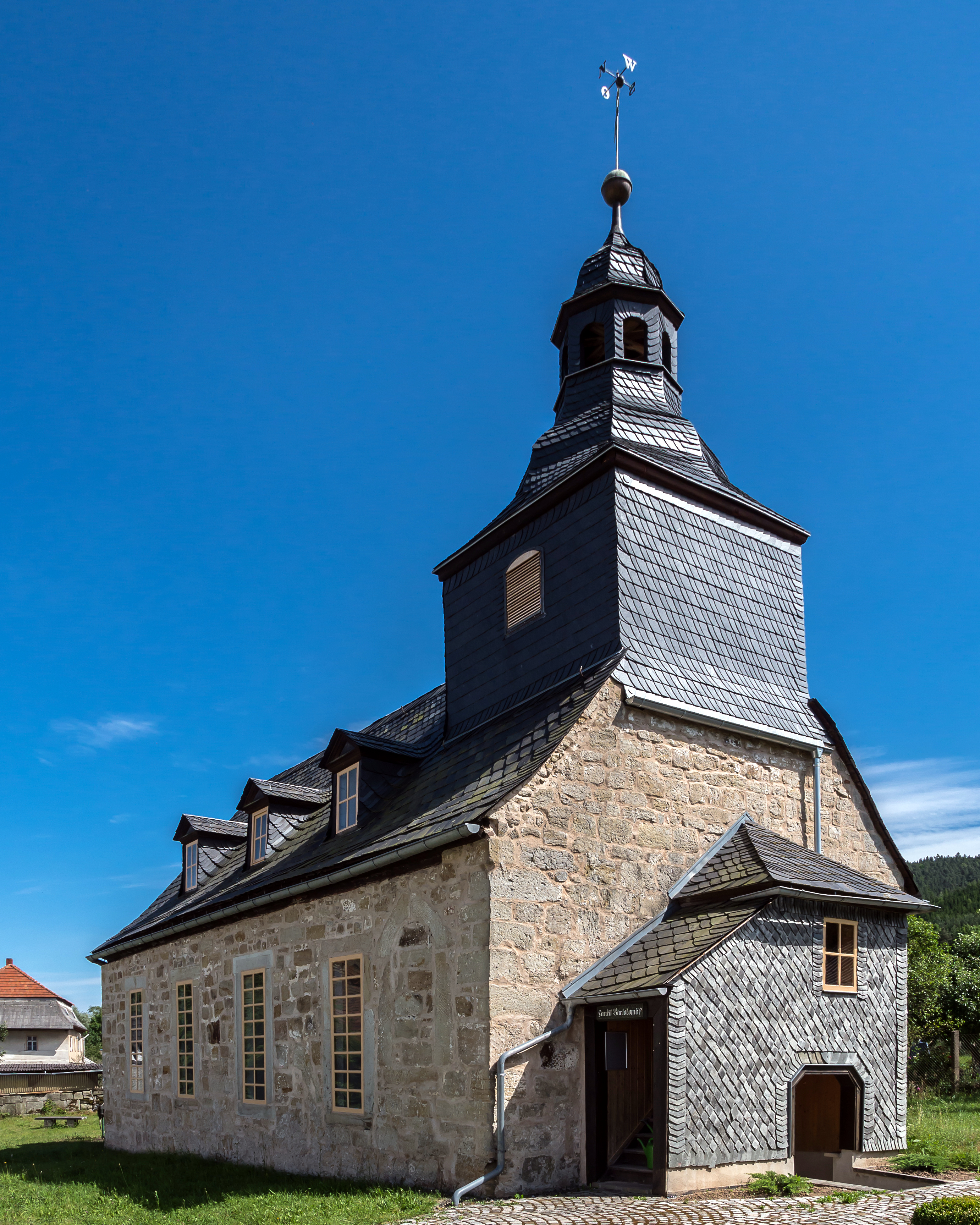
Watzdorfer Kirche

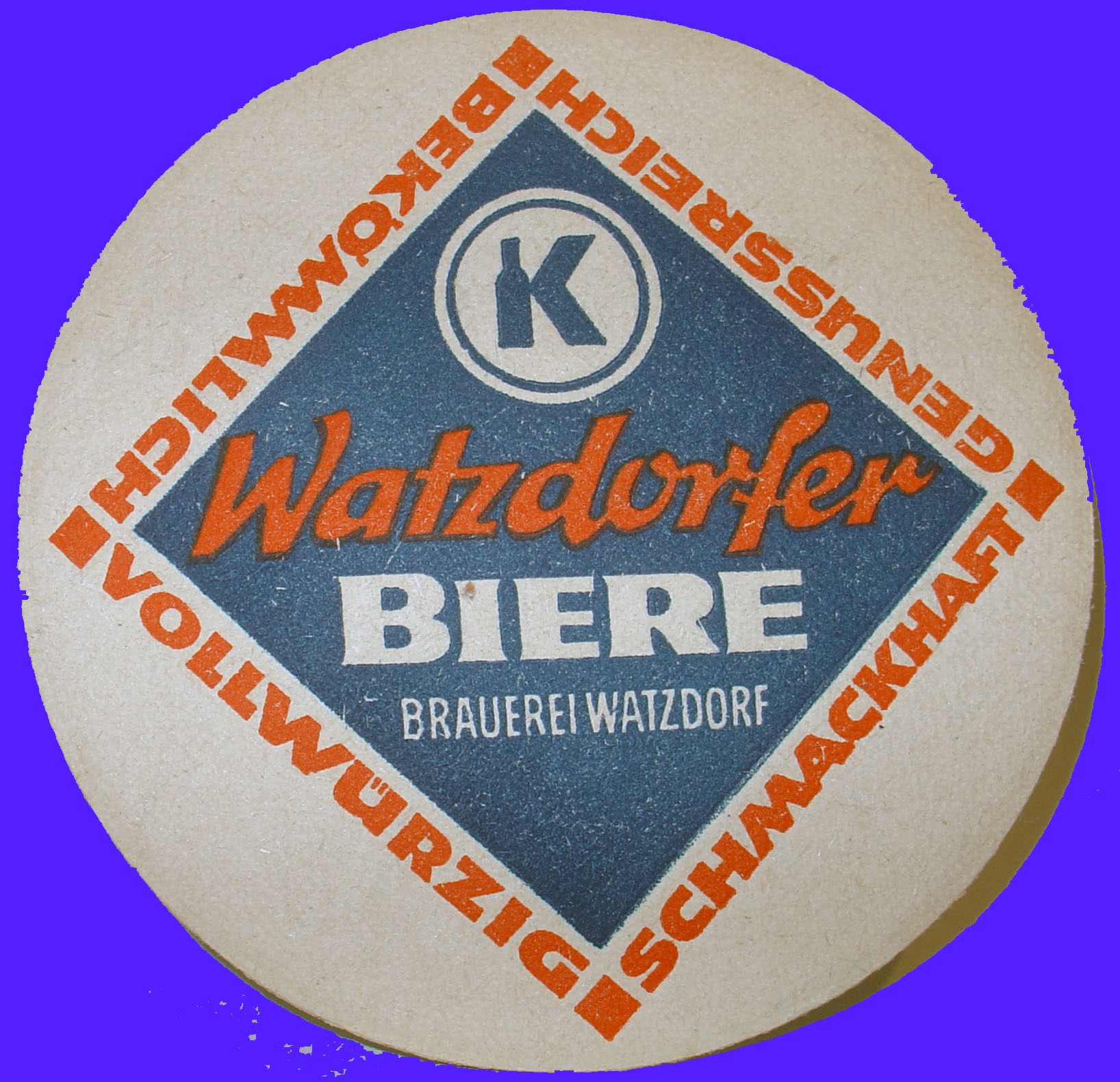
Bierdeckel der Watzdorfer Brauerei (DDR)

## Geografie
Watzdorf liegt im Rinnetal westlich zwischen Bad Blankenburg und Rottenbach. Beiderseitig des Tales bewaldete Anhöhen. Im Tal neben den Bächen Auegrünland und die Bundesstraße 88 nach Königsee führend sowie die Bahnstrecke von Saalfeld nach Erfurt über Rottenbach verlaufend.

## Nachbarorte
Nachbarorte sind südlich Böhlscheiben, westlich Leutnitz und Quittelsdorf und nördlich Großgölitz.

## Geschichte
Urkundlich gesichert erschien der Name Watzdorf erstmals im Jahr 1137 anlässlich der Belehnung des Ritters und Vogtes Conradus de Wazdorf auf dem Greifenstein mit dem in der Nähe gelegenen Watzdorf durch Graf Sizzo III. von Schwarzburg. Conrad begründete die in der sächsischen Geschichte bedeutende Familie der Herren, Freiherren und Grafen von Watzdorf. 1261 wurde auch der Ort Watzdorf erstmals urkundlich erwähnt.
Eine kleine Kirche wurde im späten 15. Jahrhundert gebaut.
Das im Ort befindliche ehemalige Rittergut/Kammergut fiel zu einem späteren Zeitpunkt an die Lehnsherren, die Fürsten von Schwarzburg-Rudolstadt, zurück. Bis 1918 gehörte der Ort zur Oberherrschaft des Fürstentums Schwarzburg-Rudolstadt.

## Wirtschaft
Die Land- und Waldwirtschaft und die Watzdorfer Traditions- & Spezialitätenbrauerei bestimmten und bestimmen die Wirtschaft im Ort.